# Pierre Berthier
Pierre Berthier (3 de julio de 1782 - 24 de agosto de 1861) fue un geólogo y mineralogista francés famoso por describir por primera vez la roca "bauxita" en la localidad de Les Baux, región de la Provenza, Francia, nombre del que deriva directamente el nombre dado a dicha roca.

## Vida y obra
Pierre Berthier, nació el 3 de julio de 1782 en Nemours (Francia) y se convirtió en un importante Ingeniero Geólogo. Trabajó en el Laboratorio Central de las Oficinas de las Minas, fue nombrado profesor y jefe del Laboratorio de las Minas en la Universidad, así como miembro de la Sección de Mineralogía de la Academia de las Ciencias. Incluso fue nombrado inspector general de las Minas en 1836.
Jacques-Joseph Ebelmen, quien  después llegaría a ser un químico destacado, fue nombrado profesor adjunto en 1840 de la cátedra de docimasía que ocupaba por entonces Berthier en la Escuela de Minas de París. 
Berthier, además, fue autor de más de 150 publicaciones en las que trataba temas como la mineralogía, la geología, la química y las aplicaciones industriales de la investigación.
Sus estudios acerca de los minerales resultaron de sumo interés para los ingenieros de minas, siendo los minerales de hierro los más destacados.
Por sus análisis y excelente labor, recibió en 1853 la medalla de oro de la Esfinge de Olivier de Serres de la Sociedad Imperie y Central de Agricultura en Francia.
Gracias a sus ensayos, Berthier logró que se alcanzara un gran progreso en la Mineralogía y la Geología. Sus análisis de los minerales le condujeron a nuevos resultados que revolucionaron la industria.

## Reconocimientos
- Caballero de la Legión de Honor.
- Es uno de los 72 científicos e ingenieros cuyo nombre figura inscrito en la Torre Eiffel.